# Cantina Tollo-Carrier 1997
Questa voce raccoglie le informazioni riguardanti la Cantina Tollo-Carrier nelle competizioni ufficiali della stagione 1997.

## Organico

### Staff tecnico
GM=General manager; DS=Direttore sportivo.
|  | Naz.              | Ruolo | Sportivo            |  |  |  |
|  | ----------------- | ----- | ------------------- |  |  |  |
|  | Italia (bandiera) | GM    | Vincenzo Santoni    |  |  |  |
|  | Italia (bandiera) | DS    | Stefano Giuliani    |  |  |  |
|  | Italia (bandiera) | DS    | Palmiro Masciarelli |  |  |  |
|  | Italia (bandiera) | DS    | Giuseppe Petito     |  |  |  |

## Palmarès

### Corse a tappe
- Circuito Montañés

Prologo (Martin Hvastija)
2ª tappa (Martin Hvastija)
6ª tappa (Martin Hvastija)
- Post Danmark Rundt

3ª tappa, 2ª semitappa (Uwe Peschel)
- Regio-Tour

3ª tappa (Uwe Peschel)

### Corse in linea
- Grand Prix Kranj (Martin Hvastija)
- Grand Prix des Nations (Uwe Pescehl)